# Milan Jurdík
Milan Jurdík (* 8. listopadu 1991, Považská Bystrica, Československo) je český fotbalový útočník, momentálně působící v druholigovém rakouském týmu WSG Wattens.

## Klubové statistiky
Aktuální k datu : 28. červen 2012
| Sezona | Klub              | Země  | Soutěž  | Zápasy | Góly |
| ------ | ----------------- | ----- | ------- | ------ | ---- |
| 09/10  | AC Sparta Praha B | Česko | 2. liga | 8      | 0    |
|        | AC Sparta Praha   | Česko | 1. liga | 1      | 0    |
| 10/11  | 1. FK Příbram     | Česko | 1. liga | 15     | 1    |
| 11/12  | 1. FK Příbram     | Česko | 1. liga | 4      | 0    |
|        | AC Sparta Praha B | Česko | 2. liga | 9      | 4    |
|        | celkem            |       |         | 37     | 5    |